# Лейн, Томас
Томас Тиджей Лейн (англ. Thomas T.J. Lane; род. 19 сентября 1994) — американский подросток — преступник, устроивший в возрасте 17 лет 27 февраля 2012 года стрельбу в кафетерии своей бывшей школы «Chardon High School», Шардон, Огайо, США. В результате погибло 3 школьника и ещё 2 получили ранения. Был задержан полицией.

## Краткая биография
Томас М. Лейн родился 19 сентября 1994 года в городе Шардон, Огайо, США. Рос вполне спокойным ребёнком. В 2002 году его отец Томас Лейн-старший получил год тюрьмы за покушение на убийство. 
В школе был одиночкой и часто подвергался издевательствам со стороны других учащихся. По словам преступника, у него возникали очень большие трудности в общении со сверстниками, и ему было трудно даже просто заговорить с ними.
В возрасте 15 лет, в декабре 2009 года Томас Лейн был арестован за драку в общественном месте. Он ударил другого мальчика по лицу и применил к нему удушающий захват. Лейн признал свою вину, и ему были назначены выплаты судебных издержек и 24 часа общественных работ. В сентябре 2011 года был признан неспособным управлять транспортным средством. Лейн окончил курсы вождения для несовершеннолетних, оплатил штраф и был лишён водительских прав на 75 дней. 
На его страничке в социальной сети Facebook дважды появлялись намёки на совершения расстрела школьников. 30 декабря 2011 года он обновил статус надписью «Умрите вы все…», а 20 января 2012 он написал развёрнутый текст о своей ненависти к человечеству.
По словам друзей, Лейн часто находился в подавленном настроении, однако не настолько, чтобы начать убивать. За год до совершения убийств Томас Лейн перешёл из «Chardon High School» в «Lake Academy». Из характеристики оттуда следовало, что он очень дружелюбен, однако замкнут, не уверен в себе и неразговорчив.

## Обстоятельства преступления

### Оружие
Орудием убийства послужил полуавтоматический пистолет Ruger MK III 22 калибра. Следствие установило, что оружие вместе с боеприпасами было украдено подростком у его дяди 26 февраля 2012 года. Также на момент совершения преступления при Томасе Лейне находился нож. После убийств Лейн успел выкинуть пистолет.

### Ход событий
В понедельник, 27 февраля 2012 года около 7:30 утра по местному времени Томас Тиджей Лейн в майке с надписью «Убийца», вооружённый пистолетом, в самый разгар утреннего завтрака забежал в кафетерий «Chardon High School» и произвёл 10 выстрелов по группе случайно выбранных учеников, сидевших за одним из столиков.
Под огонь попали пять человек. 16-летний Дэниел Пармертор погиб на месте от ранения в голову. Четыре человека были доставлены в больницу с тяжёлыми огнестрельными ранениями. Также 18-летняя Джой Рикерс получила несколько ушибов в результате панического прыжка под стол, и ей была оказана медицинская помощь на месте. 

Тем временем школьный тренер физкультуры Фрэнк Холл обезоружил стрелявшего, однако Тому удалось скрыться, и спустя некоторое время его арестовал помощник шерифа Джон Биликик. При этом Лейн не оказал сопротивления, у них состоялся лишь небольшой разговор:

(При аресте)

— Как тебя зовут?

— ТиДжей Лейн.

— Что ты делаешь?

— Я только что убил несколько человек.

— Почему?

— Не знаю.

(По дороге в офис шерифа)

— Сколько тебе лет?

— Семнадцать.

— У тебя что, проблемы?

— Нет.

— Ты принимал наркотики?

— Нет.

— Алкоголь?

— Нет.

— У тебя депрессия?

— Нет.

— Сколько человек, ты думаешь убил?

— Понятия не имею.

— Тебя кто-то разозлил?

— Нет, меня никто не злил. У меня нет проблем с людьми, они даже со мной не разговаривают.
Лейн признался, что идея устроить бойню возникла у него где-то четыре недели назад. Также добавил, что специально целился в головы, чтобы якобы не мучить своих жертв.
28 февраля 2012 в 0:42, не приходя в сознание, умерла вторая жертва стрелка — 17-летний Расселл Кинг-младший. А несколько часов спустя умер и третий раненый ученик — 16-летний Димитриес Хьюлин. 
17-летний Ник Уоллзек, получивший четыре ранения, был переведён из реанимации в палату общего режима, однако был парализован из-за ранений и по состоянию на 2021 год остаётся в инвалидном кресле. 16-летний Нейт Мюллер, получивший касательное ранение головы, был выписан на следующий день.

## Реакция общества
Губернатор штата Огайо Джон Касич уже спустя час выступил по радио и телевидению с заявлением о трагедии. Он высоко оценил скорость полиции и похвалил учителя, остановившего стрельбу. Также губернатор пообещал оказать материальную помощь семьям погибших и раненых учеников. 
На следующий день в штате были приспущены государственные флаги и объявлен траур. 28 февраля были закрыты все школы города в знак траура. Обучение во всех школах вернулось в нормальный процесс лишь 2 марта 2012 года. 
Вечером 27 февраля и весь день 28 февраля во многих церквях города прошли поминальные службы и молебны за скорейшее исцеление раненых. В этих мероприятиях приняли участие несколько тысяч человек. Почти все они были одеты в красное (цвета Chardon High School) в знак поддержки школы. 
Вечером 27 февраля «United Way of America» создало благотворительный фонд, куда любой желающий мог перечислить деньги для помощи семьям пострадавших и погибших. Только за одни сутки на счёт поступило более 150 000 $. 
28 февраля президент США Барак Обама позвонил губернатору штата Огайо и выразил соболезнования от имени своей семьи в связи со случившимся. 
1 марта 2012 года 230 студентов, учителей и сотрудников школы приняли участие в «Марше скорби», организованном через социальную сеть Facebook. Они прошли от центра города до школы и возложили цветы у входа в кафетерий в память о погибших.
2 марта 2012 года в школе возобновились занятия в обычном режиме. Кафетерий также стал работать в обычном режиме, только стол, за которым сидели жертвы стрельбы, был накрыт белой скатертью, и на нём стояли горящая свеча и портреты погибших и пострадавших.
Все погибшие были похоронены 3 марта на католическом кладбище святой Марии в Крендоне. Перед этим гробы с телами провезли по городу в сопровождении 4-х байкеров из местного байкерского клуба, которых выбрали для почётного караула. В церемонии приняли участие полторы тысячи человек.

## Расследование и суд
28 февраля 2012 года состоялось первое слушание по делу Лейна. Прокурор Дэвид Джойс заявил, что Томас Лэйн признался, что не был знаком с жертвами и выбрал их случайно. Также преступник признал свою вину в убийствах. Суд решил оставить его под стражей в «Geauga County Juvenile Court» для несовершеннолетних. Во время заседания Томас вёл себя достаточно спокойно. На вопросы отвечал коротко.
6 марта прокурор Дэвид Джойс попросил суд, чтобы обвиняемого Томаса Лейна судили как взрослого. 9 апреля данное решение было одобрено
На заседании 2 мая 2012 года стрелок был признан психически нездоровым, однако это не освободило его от уголовной ответственности.
24 мая судья Тимоти Гренделл постановил, что Лейна не отпустят под залог, и в случае обвинительного вердикта Лейн может провести в тюрьме всю оставшуюся жизнь, но высшая мера наказания ему не грозит.
На заседании суда 8 июня 2012 года Лейну предъявили окончательные обвинения по следующим пунктам:
– убийство трёх лиц при отягчающих обстоятельствах;
– покушение на убийство трёх лиц, повлёкшее за собой тяжкие телесные повреждения;
– нападение с использованием огнестрельного оружия.
Лейн не признал себя виновным по данным пунктам обвинения. Суд установил залог в размере 1 000 000 долларов. 
18 июня 2012 года Лейн должен был быть переведён из «Juvenile Detention Center» в тюрьму для взрослых, однако благодаря усилиям адвоката 20 июня суд принял решение, что он может остаться за плату в 120 долларов в неделю. 
Следующее заседание суда было намечено на 14 января 2013 года, но прошло на полтора месяца позже. 26 февраля 2013 года Томас ТиДжей Лейн признал себя виновным в трёх эпизодах убийства с отягчающими обстоятельствами, двух эпизодах покушения на убийство и одном эпизоде нападения на человека. После этих признаний прокуроры заявили, что не будут требовать для него смертной казни, а ограничатся пожизненным заключением.

### Завершение суда
Прокуроры не могли требовать для Лейна смертной казни, поскольку в момент совершения преступления он был несовершеннолетним. 
В заключении психиатрической экспертизы по ТиДжей Лейну констатируется, что он страдает галлюцинациями, как слуховыми (возможно, императивными), так и, по меньшей части, зрительными; также у Лейна был диагностирован хронический эндогенный психоз. Однако в момент преступления Томас был признан вменяемым. 
26 февраля 2013 года подросток, признав свою вину, так и не назвал причины, толкнувшие его на убийство. На решающем заседании суда Лэйн появился в синей рубашке, под которую надел белую футболку с надписью «убийца», выведенной чёрным маркером. 
После произнесения последнего слова преступник показал «средний палец» присутствовавшим в зале родственникам своих жертв, сказав, что теперь мастурбирует рукой, которой нажал на спусковой крючок, в память того, что произошло, а во время оглашения приговора иронично ухмылялся.
19 марта 2013 года суд приговорил 18-летнего Томаса Лейна по совокупности совершённых им преступлений к трём пожизненным срокам заключения без права на условно-досрочное освобождение.

## В заключении
C 5 ноября 2013 года Лейну был ужесточён режим содержания, так как он злостно нарушал дисциплину в тюрьме и несколько раз устраивал драки с другими заключёнными. В том же месяце он отбыл десять дней в карцере за попытку нападения на охранника. Также сотрудники охраны тюрьмы несколько раз находили в камере Лейна контрабандную марихуану.
28 августа 2014 года Лейн был вновь направлен в карцер за справление нужды в прогулочном дворе тюрьмы.
В 19:38 11 сентября 2014 года 19-летнему Томасу ТиДжею Лейну вместе со своим 45-летним сокамерником Клиффордом Эрлом Опперудом, приговорённым к 25 годам тюрьмы с возможностью досрочного освобождения через 12 лет за серию вооружённых грабежей, и ещё одним заключённым — 33-летним Линдси Брюсом, также отбывающим пожизненное заключение за убийство девочки, удалось сбежать из тюрьмы «Allen Oakwood Correctional Institution», перебравшись через стену с помощью самодельной лестницы. Последний был задержан спустя менее часа поисков. Лейн был найден около 1:20 ночи 12 сентября прячущимся в лесном массиве всего в нескольких сотнях метров от тюрьмы. Через несколько часов (около 5 часов утра) в 11 километрах от исправительного учреждения был схвачен и Опперуд.
20 сентября все трое были переведены в тюрьму особо строгого режима с 3-м уровнем безопасности «Супермакс» «Ohio State Penitentiary», находящуюся в городе Янгстаун, где Лейн, Опперуд и Брюс должны были проводить 23 часа в сутки запертыми в своих одиночных камерах площадью 3 на 4 метра.
По данным на февраль 2016 года, после повторного возвращения в тюрьму в камере Лейна часто продолжают находить контрабандную марихуану. Помимо этого, он часто попадает в карцер за драки с заключёнными и охраной.